# Zdravotní tvrzení

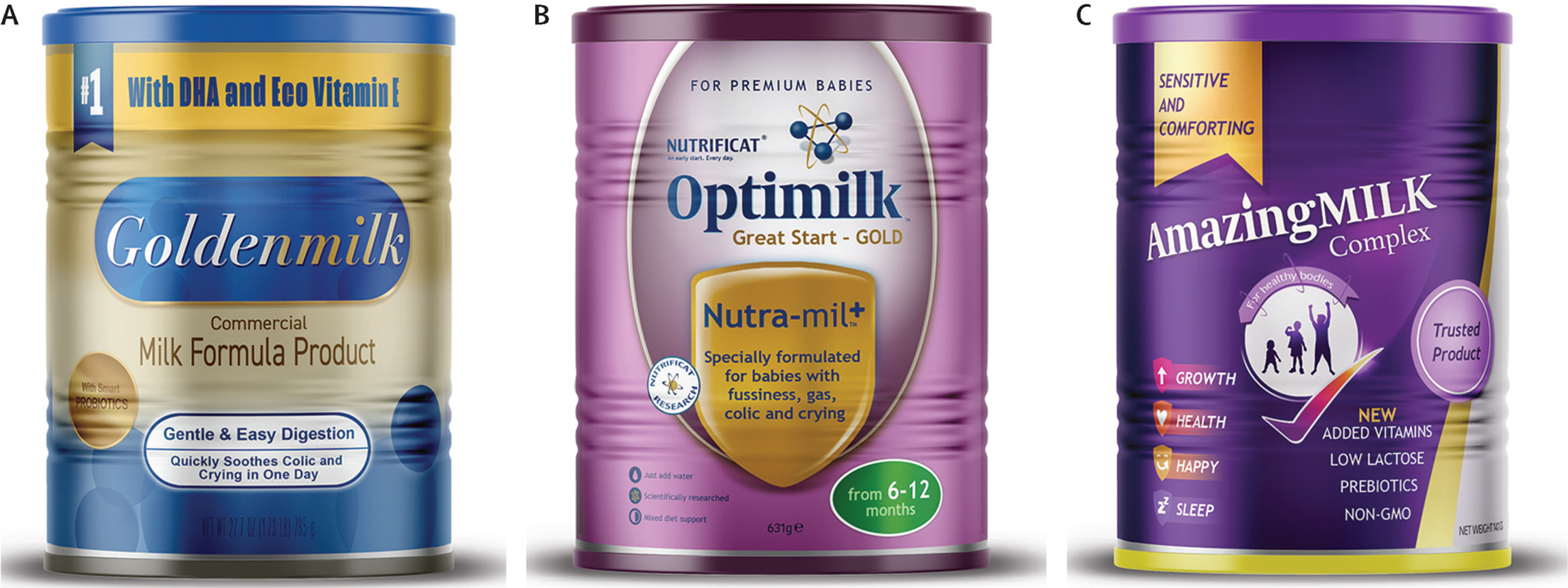
Příklad zdravotního tvrzení. Na obrázku obal označený „C“ (první napravo) obsahuje tvrzení týkající se růstu („growth“), zdraví („health“), štěstí („happiness“) a lepšího spánku („improved sleep“)

Zdravotní tvrzení je ve vztahu k označování potravin takové tvrzení, které uvádí, naznačuje nebo ze kterého vyplývá, že existuje souvislost mezi kategorií potravin, potravinou nebo některou z jejích složek a zdravím. Zvláštní skupinou jsou tvrzení o snížení rizika onemocnění, která uvádějí, naznačují nebo ze kterých vyplývá, že spotřeba určité kategorie potravin, potraviny nebo některé z jejích složek významně snižuje riziko vzniku určitého lidského onemocnění.

## Evropské právo
Zdravotní tvrzení jsou nově definována nařízením Evropského parlamentu a Rady (ES) č. 1924/2006 ze dne 20. prosince 2006 o výživových a zdravotních tvrzeních při označování potravin. Účelem tohoto opatření zvýšení ochrany spotřebitele a sjednocení podmínek pro výrobce potravin, zejména pak doplňků stravy a jiných funkčních potravin, při deklaraci příznivých účinků na lidské zdraví v rámci celé Evropské unie. Nařízení se vztahuje jak na označování potravin, tak i na jejich reklamu.
Zdravotní tvrzení je přípustné, pokud je vědecky doložené a účinná složka je přítomna v množství, které deklarovaný účinek vyvolává.
Nejsou přípustná doporučení lékařů a jiných zdravotnických odborníků. Potravinám se rovněž nesmí přisuzovat vlastnosti léčení chorob.
Nejpozději do ledna 2009 má být zpracován a vydán závazný seznam zdravotních tvrzení a podmínek jejich používání. 12 měsíců od uveřejnění mohou být používána pouze zdravotní tvrzení zařazená do tohoto seznamu. Nová zdravotní tvrzení mohou být přidána na základě vědeckého zdůvodnění.

## Příklady zdravotních tvrzení
Zdravotním tvrzením může být například:
Podporuje srdeční činnost.
Pomáhá udržovat zdravé klouby.
Zdravotním tvrzením není např. tvrzení o vlivu na vitalitu, životní energii, krásu atd.[zdroj⁠?!] Taková tvrzení se mohou používat bez omezení za předpokladu, že nejsou klamavá. Naopak nepřípustná jsou např. tato tvrzení:
Pomáhá při bolesti kloubů/chřipce a nachlazení.
Doporučuje MUDr. Novák.